# 고성 옥천사 명부전 불상
고성 옥천사 명부전 불상(固城 玉泉寺 冥府殿 佛象)은 대한민국 경상남도 고성군 개천면, 옥천사에 있는 불상이다. 2018년 6월 21일 경상남도의 유형문화재 제630호로 지정되었다.

## 지정 사유
고성 옥천사 명부전에는 본존인 지장상을 중심으로 좌우협시인 도명존자와 무독귀왕상, 시왕상, 귀왕상, 판관상, 사자상 등 모두 21구의 불상이 봉안되어 있다. 고성 옥천사 명부전 불상은 방형 얼굴에 수평으로 그른 눈썹, 이와 직각을 이루는 오똑한 코 등의 개성 있는 인상의 표현과 둔중한 신체와 한 돌로 조성된 양손 등 조선후기 석조불상의 특징이 잘 드러나 있다.
고성 옥천사 명부전 불상은 제작시기(1670년)와 조성자(경옥 등)가 분명하며, 봉안처에 제작 당시의 불상이 모두 남아 있어 조선후기 불교조각 연구에 기준작으로 자료적 가치가 높은 작품이다.

## 참고 문헌
- 고성 옥천사 명부전 불상 - 국가유산청 국가유산포털